# آنتونیا لاتنر
آنتونیا لاتنر (تلفظ آلمانی: [anˈto:ni̯a ˈlɔtnɐ] ; متولد ۱۳ اوت۱۹۹۶) یک تنیس باز آلمانی است. لاتنر هفت عنوان انفرادی و شش عنوان دونفره را در پیست زنان ITF کسب کرده است. در ژوئن ۲۰۱۸، او به بهترین رنکینگ تک نفره خود در رتبهٔ ۱۲۸ جهان رسید. در آوریل ۲۰۱۵، او در رده‌بندی دونفره به شمارهٔ ۱۳۱ رسید.